# Eyrein
Eyrein (Airent auf Okzitanisch) ist eine französische Gemeinde mit 510 Einwohnern (Stand 1. Januar 2022) im Département Corrèze in der Region Nouvelle-Aquitaine. Die Gemeinde ist Mitglied des Gemeindeverbandes Tulle Agglo. Die Einwohner nennen sich Eyreinais(es).

## Geografie
Die Gemeinde liegt im Zentralmassiv am Fluss Montane und ist von ausgedehnten Wäldern umgeben. Die Präfektur des Départements Tulle befindet sich rund 20 Kilometer südwestlich.

## Wappen
Blasonierung: Gespalten, vorn auf Silber ein blauer Schrägfaden und sechs rote Rosen, hinten in Blau ein goldener Balken.

## Nachbargemeinden
Nachbargemeinden von Eyrein sind Vitrac-sur-Montane im Norden, Montaignac-sur-Doustre im Nordosten, Champagnac-la-Noaille im Südosten, Clergoux und Saint-Martial-de-Gimel im Süden, Saint-Priest-de-Gimel im Westen sowie Corrèze im Nordwesten.

## Einwohnerentwicklung
| Jahr      | 1962 | 1968 | 1975 | 1982 | 1990 | 1999 | 2007 | 2016 |
| Einwohner | 641  | 642  | 602  | 559  | 513  | 484  | 515  | 497  |

## Persönlichkeiten
- Pierre de La Jugie (1319–1376), Benediktiner, Kardinal